# Ingrid Hartmann
Ingrid Hartmann (Bad Salzuflen, Renânia do Norte-Vestfália, 23 de julho de 1930) é uma ex-canoísta de velocidade alemã na modalidade de canoagem.

## Carreira
Foi vencedora da medalha de Prata em K-2 500 m em Roma 1960 junto com a sua colega de equipa Therese Zenz.